# Festival Oude Muziek Utrecht

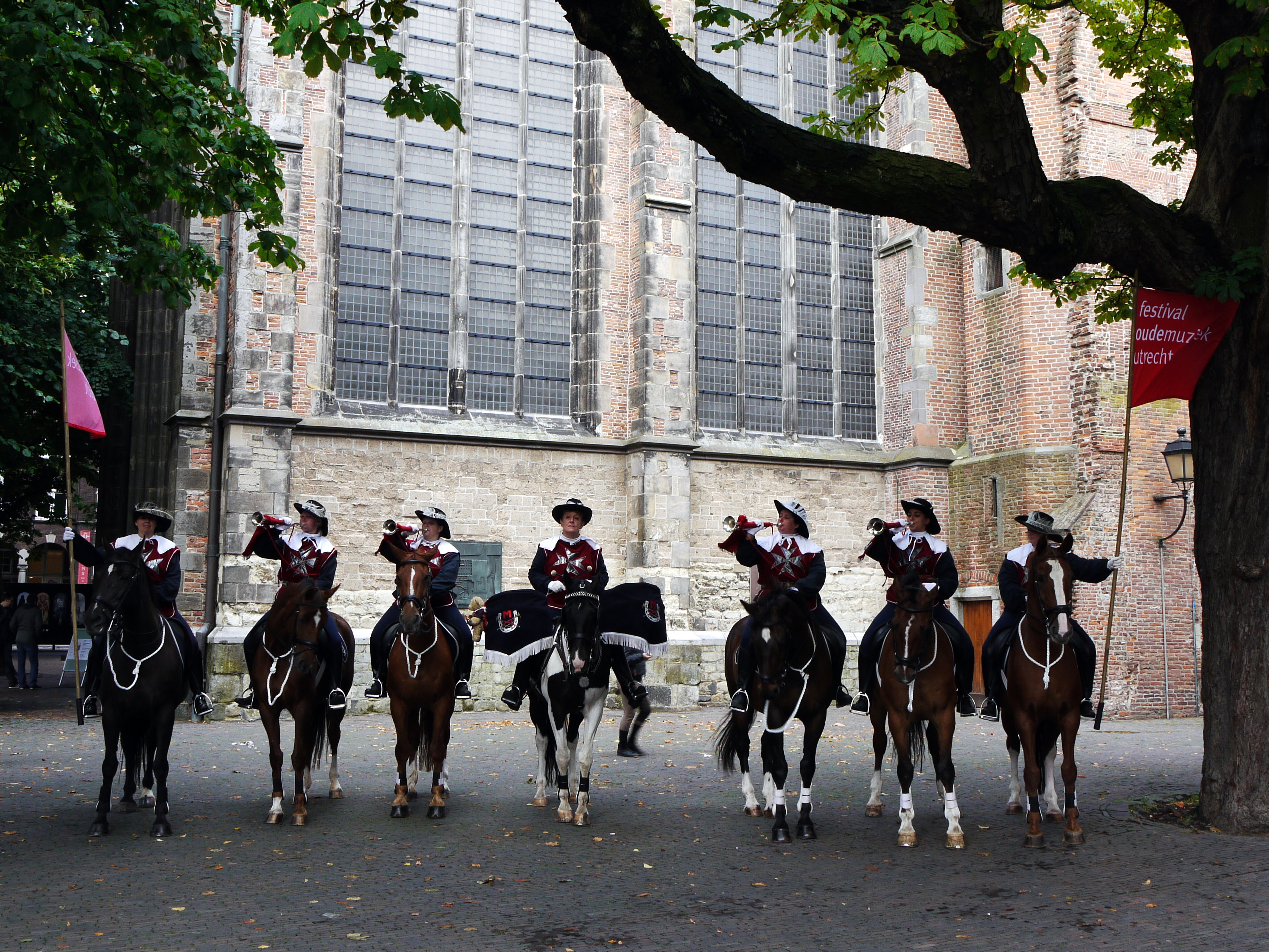
Straatoptreden van trompetterkorps Mansour

Het Festival Oude Muziek Utrecht is een tiendaags muziekfestival te Utrecht, jaarlijks georganiseerd vanaf eind augustus tot begin september. Het eerste festival werd in 1982 georganiseerd. De concerten vinden plaats op tal van historische locaties in de Utrechtse binnenstad, met name de middeleeuwse kerken; en ook, sinds de heropening in TivoliVredenburg.
Het festival richt zich op uitvoeringen door musici gespecialiseerd in de uitvoering van Oude Muziek (repertoire van Middeleeuwen tot grofweg 1750, uitgevoerd op historische instrumenten).
Onder de vorige directeur, Jan Van den Bossche, vond een voorzichtige verbreding plaats naar later en zelfs hedendaags repertoire en modern instrumentarium; met het aantreden van Xavier Vandamme in 2009 keerde het festival terug naar de oorspronkelijke uitgangspunten.
Sinds 1986 organiseert het Festival Oude Muziek Utrecht naast het festival ook de Festival Oude Muziek Tournees, een serie concerten door het jaar heen in geheel Nederland en tegenwoordig ook daarbuiten.

## Thema's, composers in residence etc.
- 2005 - Polyfonie, Jacob Obrecht
- 2006 - Le nuove musiche: het Seicento in Italië
- 2007 - Ars audiendi: de kunst van het luisteren, Dieterich Buxtehude, Jacob van Eyck, Domenico Scarlatti
- 2008 - Siglos de Oro: Spanje in de 16de eeuw
- 2009 - Three Germans in England: Handel, Haydn, Mendelssohn and a bit of Purcell
- 2010 - Louis Quatorze: Twee eeuwen Franse barokmuziek
- 2011 - Roma - Città eterna
- 2012 - Van Sweelinck tot Bach
- 2013 - #Europa
- 2014 - Habsburg: tien eeuwen muziek uit Wenen en Praag
- 2015 - England, my England: Sheppard, Bull, Gibbons, Byrd, Purcell, Tallis, Blow, Eccles, Lawes, Farnaby, Tomkins, Handel
- 2016 - La Serenissima
- 2017 - Zing, Vecht, Huil, Bid - Muziek van de reformaties
- 2018 - Het Bourgondische leven
- 2019 - Napoli – de vergeten hoofdstad van de muziek
- 2020 - Festival Oude Muziek: alternatieve online/offline editie
- 2021 - Muziek spreekt  – Let's talk
- 2022 - Galanterie
- 2023 - Revival
- 2024 - Sevilla
- 2025 - Museumkunst?
- 2026 - Giving Voice
- 2027 - Humanisme
- 2028 - Burgers!

## Symposia
- 1986 - International lute symposium
- 1988 - International forte-piano symposium
- 1989 - International baroque violin symposium
- 1990 - International harpschichord symposium
- 1991 - International viola da gamba symposium
- 1992 - The historical harp symposium
- 1993 - The recorder in the 17th century
- 1994 - International early double reed symposium
- 1995 - geen symposium
- 1996 - geen symposium
- 1997 - International symposium on improvisation
- 1998 - International symposium on continuo playing
- 1999 - Sweelinck symposium
- 2000 - Historic brass symposium
- 2001 - Symposium on the Dutch Song
- 2002 - 19th century performance practice
- 2003 - The international Renaissance recorder and flute consort symposium
- 2004 - 18th century singing: Il Trionfo d’Italia
- 2005 - geen symposium
- 2006 - Passaggio in Italia: Music of the Grand Tour in 17th Century Italy
- 2007 - geen symposium
- 2008 - Siglos de Oro: Spanish music of the Renaissance
- 2009 - geen symposium
- 2010 - French Baroque Gesture
- 2013 - Negotiating Music
- 2014 - Curriculum Matters
- 2015 - The past is a foreign country
- 2016 - Reinventing a usable past
- 2017 - Why look back? The seductive power of the musical past
- 2018 - Rameau in context and performance
- 2018 - KVNM/STIMU Symposium Editing the Past
- 2018 - Internationale Luitdagen 2018
- 2019 - The historical violin